# 두산정
두산정(杜山亭)은 대한민국 경상남도 합천군 삼가면에 있는 건축물이다. 2005년 7월 21일 경상남도의 문화재자료 제375호로 지정되었다.

## 개요
두산정은 정면 6칸, 측면 2칸의 규모이며 방을 크게 쓰기 위하여 전면에만 툇간을 둔 형식으로 현재 실은 가운데 4칸중 좌측 2칸에는 방을 우측 2칸에는 대청을 들이고 좌, 우측 1칸씩에는 각각 전면에 내루를 갖는 방으로 배열되어 있다.
전면의 반칸은 모두 툇마루로 구성하여 내루와 연결되도록 하였는데 내루에는 평난간을 설치하였다. 우측방은 툇마루로만 내루를 꾸몄지만 좌측방은 방을 뒤쪽으로 들여 마루를 넓혔다. 또한 대청부분을 제외한 방의 배면쪽으로는 모두 벽장을 시설하였고 마루는 모두 우물마루로 구성하였다.
기단은 시멘트로 덮어버려 볼 수는 없으나 대략 자연석을 4～5단 정도 쌓아 다소 높게 조성하였고 전면에 3단의 계단을 2개소에 시설하였다. 초석은 자연석을 이용하였고 기둥은 전면에만 원기둥을 사용하였다. 대청의 정면에도 문을 달았으므로 정면에서 볼 때 칸의 전체에 문이 시설되어 있다.
가구는 3량구조로 퇴보와 연결한 대들보 위에 사다리꼴의 판대공을 세워 종도리를 받게 한 형식이며 홑처마에 합각지붕형식이다.
현재의 두산정은 내부구성이 변형된 것으로 심봉근 위원이 합천군에 제출한 두산정 연혁에는 “창건당시 중앙에 향제소로 사용하는 4칸의 마루를 두고 좌, 우에 각 1칸씩의 방을 들인 형식이었으나 방이 협소하여 1934년 마루의 일부를 개조하여 중앙(정면 2칸)에 방을 들임으로서 일부 형상변경이 이루어졌다”고 적고 있다.
좌측칸에는 부엌으로 사용된 흔적이 뚜렷하며 또한 기둥이나 방재등 부재의 곳곳에 다른 부재를 끼웠던 홈들이 나타나므로 좌측 두 칸에는 변형된 흔적이 확연히 나타난다.

## 참고 문헌
- 두산정 - 국가유산청 국가유산포털